# Alain Gomis
Pour les articles homonymes, voir Gomis.
Alain Gomis, né le 6 mars 1972 à Paris, est un scénariste et réalisateur franco-sénégalais.

## Biographie
Né d'un père sénégalais et d'une mère française, Alain Gomis étudie l'histoire de l'art et obtient une maîtrise d’études cinématographiques à la Sorbonne. Il a ensuite animé des ateliers vidéo pour la ville de Nanterre où il a réalisé des reportages, notamment sur la jeunesse issue de l'immigration.
En 2001, il tourne L'Afrance, qui obtient l'année suivante le Prix du public lors du 12e Festival du cinéma africain de Milan.
En 2007, le festival international du film Entrevues à Belfort lui décerne le Prix du public pour son long-métrage Andalucía.
Il a été invité en 2012 au Festival international du film de Seattle dans le programme Emerging Masters en compagnie d'Andrea Arnold.
En 2013, il est primé au festival du film panafricain (FESPACO) pour son film Aujourd'hui.
En 2017, il est récompensé d'un Ours d'argent lors du festival de Berlin pour le film Félicité, qui retrace le parcours difficile d'une chanteuse de bar de Kinshasa pour trouver l'argent nécessaire à l'opération de son fils, victime d'un accident. En mars de la même année, il reçoit l'Etalon d'or lors de la 25e édition du festival panafricain de Ouagadougou des mains du président burkinabè Roch Marc Christian Kaboré et du président ivoirien Alassane Ouattara.
En novembre 2018, le Centre Yennenga a ouvert ses portes à Dakar, dont il est le directeur général,.
En 2022, il est sélectionné au Forum de la Berlinale pour Rewind and Play, réalisé à partir des rushs d'une émission de télévision, Portrait de jazz : Thelonious Monk, enregistrée le 15 décembre 1969 à Paris.

## Filmographie

### Courts métrages
- 1999 : Tourbillons[7]
- 2003 : Petite Lumière[8]
- 2006 : Ahmed[9]

### Longs métrages
- 2001 : L'Afrance[10]
- 2008 : Andalucia[11]
- 2012 : Les délices du monde (Téléfilm)[12]
- 2013 : Aujourd'hui
- 2017 : Félicité
- 2022 : Rewind and Play[13]
- 2024 : Dao[14]

## Distinctions
- Trophées francophones du cinéma 2013 : Trophée francophone de la réalisation pour Aujourd'hui
- Prix du public 2012 - Festival international du film de La Roche-sur-Yon pour Aujourd'hui
- Prix du public 2007 - Festival international du film Entrevues à Belfort pour Andalucía
- Prix Étalon d'or au Fespaco 2017[15].
- Grand Prix du jury à la Berlinale 2017